# Guillaume de La Perrière

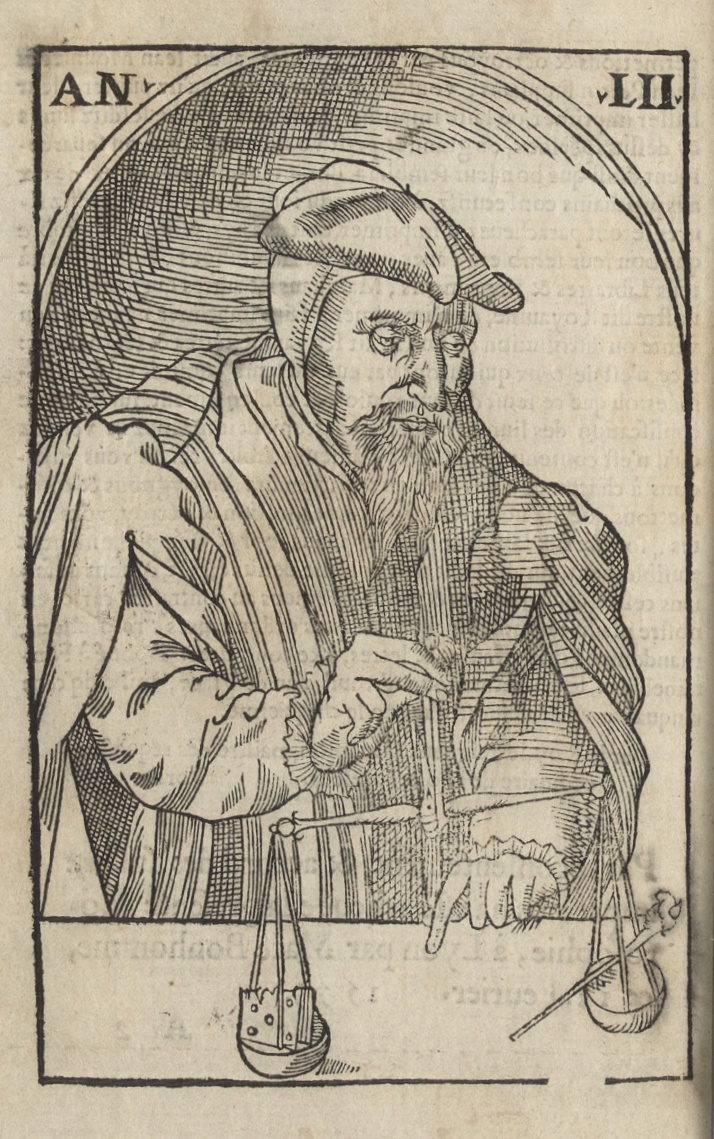
Guillaume de la Perrière, Morosophie. Macé Bonhomme, Lyon, 1553. Retrato del autor a sus 52 años.

Guillaume de La Perrière (Toulouse, 1499-1554) fue un humanista y escritor francés.

## Biografía

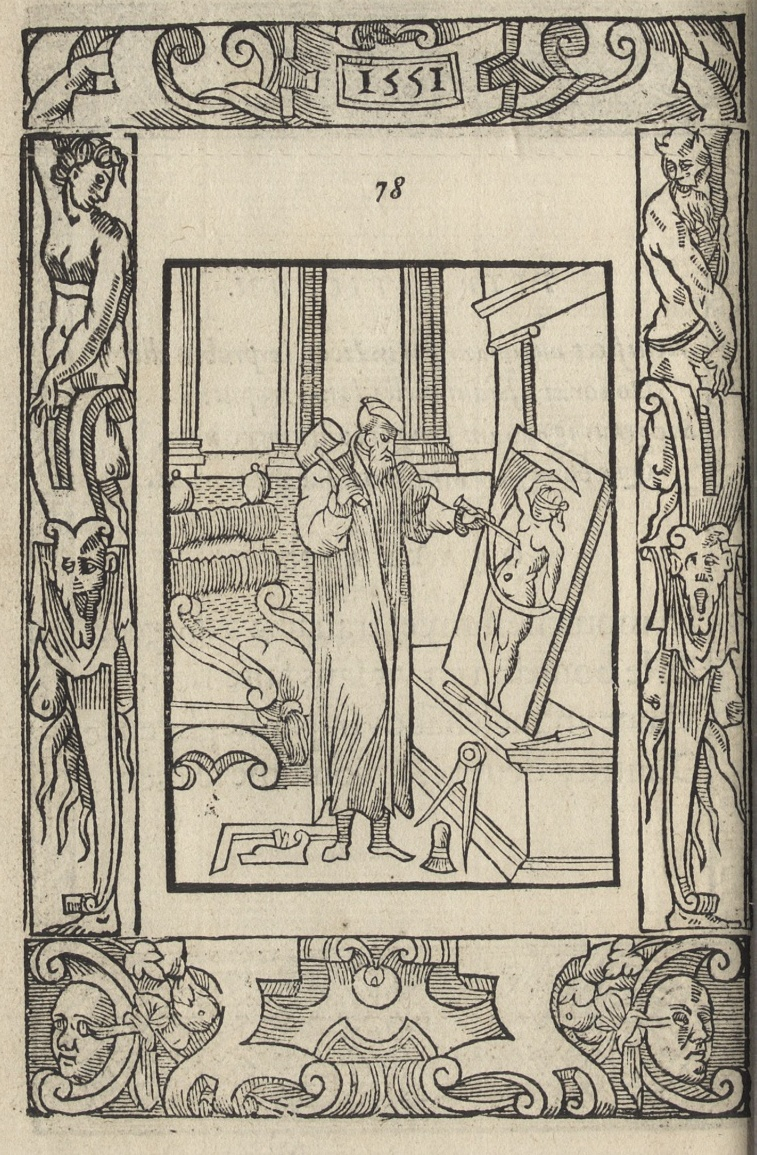
Guillaume de la Perrière, Morosophie. Macé Bonhomme, Lyon, 1553. Emblema 78: el escultor dando forma a la imagen de la Fortuna.

Licenciado en derecho, formado en las universidades de Toulouse y de Aviñón, y cronista de la ciudad de Toulouse, fue el primero en utilizar el francés en la redacción de sus crónicas en sustitución del latín.
Guillaume de La Perrière fue autor de dos tempranos libros de emblemas morales de contenido semejante al de Alciato, formado cada uno de ellos por cien emblemas: Le theatre des bons engins, el primero y el más popular de los libros de emblemas franceses del que habría salido una primera edición sin grabados en Lyon hacia 1536, seguida de la primera edición completa, impresa en París por Denis Janot en 1539 o en las primeras semanas de 1540, y La morosophie, impresa en Lyon por Macé Bonhomme, 1553, con tetrásticos latinos y su traducción al francés acompañando al lema y la imagen. Sus fuentes son diversas; para explicar el origen de los emblemas, que en su dedicatoria a Margarita de Navarra dice antiquísimo, él mismo se remonta a los jeroglíficos de Horapolo, Queremón de Alejandría y Polifilo, pero también Maquiavelo parece suministrarle material para construir al menos el emblema 92 de Le theatre des bons engins, basado en un conocido pasaje de El príncipe (en la imagen una corona sostenida por un perro y un conejo junto a un cetro).
Sin embargo, su filosofía política, a la que dedicó también un espejo de gobernantes para la formación de príncipes, aunque en su caso estuviese destinado principalmente a los magistrados municipales, puede inscribirse en cierta forma en el antimaquiavelismo. Fallecido en 1554, La Perrière no llegó a ver publicado su Miroir, en el que venía trabajando desde 1539 y con el que se proponía proporcionar a las autoridades municipales de Toulouse los argumentos legales y políticos necesarios para defender su autoridad amenazada por el creciente poder real.
La Perrière publicó además una obra de carácter histórico, los Annalles de Foix (1539), para honrar a la casa de Foix, y dos libros de poesía, que podrían considerarse también libros de emblemas sin imágenes: Les cents considérations d'amour (1548), con una sátira contra el loco amor de Gilles Corrozet, y Les Considérations des quatre mondes, à savoir est: divin, angélique, céleste et sensible, comprinses en quatre centuries de quatrains (1552).